# 仲嶺梨子
仲嶺 梨子（なかみね りこ、1988年4月6日 - ）は、東京都出身のファッションモデル。青山学院女子短期大学卒業。ニュートラルマネジメント （NMT inc.）所属。

## 略歴
- 2013年4月22日、オフィシャルブログ - ウェイバックマシン（2013年4月25日アーカイブ分）がオープン。

## プロフィール
- 資格：防災士
- 特技：ダンス、チアリーディング

## 主な作品

### スチール
- ビー・エム・ディー RED CLOVER（2012年）
- 三菱東京UFJ銀行 貯める新口座（2012年）
- スピンデザイン Di 2012 S/S Collection（2012年）
- id：c（2012年）
- 積水ハウス
- adidas
- セシール
- ヤマトドレス
- イトキン

### CM
- unicharm「ウェーブハンディワイパー」（2012年3月23日、おそうじ歌篇）
- センピョ「フッチョ黒酢」（2012年4月17日-フッチョが飲みたい篇）
- 武田薬品工業「アリナミンEX プラス」（2012年）
- アテックス「ルルド マッサージクッション」（2012年11月25日）
- ユニバーサル・スタジオ・ジャパン
- unicharm「ウェーブハンディワイパー」（2013年3月25日、はなさない篇）
- DeNA「モバゲー 神撃のバハムート」（2013年4月7日、咆哮篇）
- DeNA「モバゲー 神撃のバハムート」（2013年4月13日、降臨篇）
- テイクアンドギヴ・ニーズ 「マツコリョーシカ登場」篇 、「ほかの花嫁」篇 、「ウエディングプランナー」篇（2013年8月9日、降臨篇）
- unicharm「ウェーブハンディワイパー」（2013年11月7日、チェンジ！篇）
- アンファー「スカルプＤボーテ ピュアフリーアイラッシュ」（2014年4月30日、ナオミ化粧室篇、ナオミバス篇）
- エバラ食品「すき焼のたれ」（2014年11月23日、年末篇、月イチ篇）
- 丸亀製麺「知床いくらうどん」（2014年12月4日、いくらなんでも篇）
- アンファー「スカルプＤボーテ ピュアフリーアイラッシュ」（2014年12月18日）
- unicharm「ムーニー エアフィット」（2015年8月19日、だっこの歌篇）
- unicharm「ウェーブハンディワイパー」（2015年11月7日、ウェーブハンディワイパーでおもてなしクリーニング篇）

### 雑誌
- 「からだにいいこと」（祥伝社）